# Movimento 57

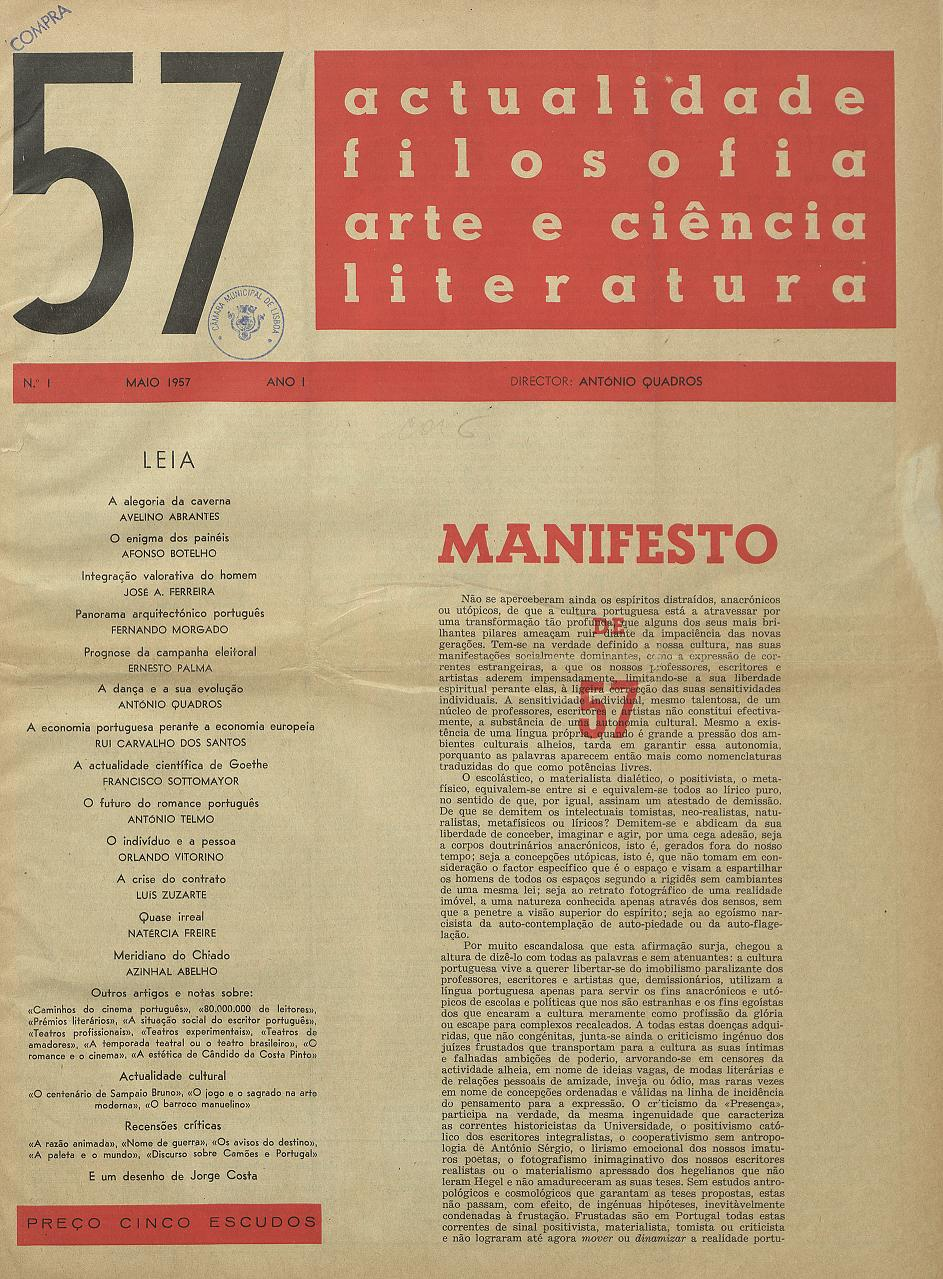
Prmeira página do primeiro «Manifesto» do Movimento 57, em: 57 - actualidade filosofia arte e ciência literatura, n.º 1, 1957, p. 1.

O Movimento 57 (ou 57 - Movimento de Cultura Portuguesa) foi um movimento cultural e filosófico português, cuja expressão editorial foi o jornal 57 e que esteve integrado ou deu continuidade orgânica ao Movimento da Filosofia Portuguesa. 

## O movimento
O Movimento 57 começa verdadeiramente em Maio de 1957 com a publicação do 1º número do jornal 57 (1957-1962), dirigido por António Quadros. 
No entanto, no que diz respeito às suas origens intelectuais, essa publicação de 57 teve como precursor a revista Acto «onde já tinham colaborado, entre outros, Teixeira de Pascoaes, ainda vivo, Álvaro Ribeiro, José Marinho, António Quadros, Orlando Vitorino, Raul Leal, Francisco da Cunha Leão, José Blanc de Portugal, Martins Correia, e os brasileiros Augusto Frederico Schmidt, Lêdo Ivo e Luís Washington Vita.». Mas ainda a estes, ao referido movimento, podemos acrescentar Afonso Botelho, António Telmo, Francisco Sottomayor, António Braz Teixeira, Azinhal Abelho e Pinharanda Gomes.
Afirmador de uma filosofia nacional portuguesa e da ideia de pátria, filiando o seu pensamento no ideário do Romantismo português, da Renascença Portuguesa e de Orpheu, o Movimento 57 é considerado por Manuel Gama «a mais bem conseguida manifestação generacional da Filosofia Portuguesa». Por isso, o Movimento 57 emerge como significativo momento de congregação de um conjunto de pensadores e ideias que em boa medida estavam ativos, na problematização filosófica da cultura portuguesa, pelo menos desde 1943, ano em que Álvaro Ribeiro publicou O Problema da Filosofia Portuguesa.
No primeiro manifesto do jornal 57 escreveu-se:
«Aqui começa um novo ciclo da cultura portuguesa. Nós somos solidários desses milhares de jovens indiferentes à cultura, que enchem os estádios, os cinemas e os cafés. [...] Divergimos de todos e combatemos todos quantos, quaisquer que sejam os seus credos políticos ou religiosos, pretendem [sic] chegar aos mesmos fins através de meios que, não se adequando à especificidade do espírito, da alma e do corpo da pátria portuguesa, mais não poderão provocar senão [sic] a dor, o mal estar, a angústia, a divisão e, principalmente, a estagnação, pela luta aniquilante de forças contrárias que se anulam mutuamente, conforme se tem verificado tragicamente na Europa dos últimos 50 anos.»
Este manifesto, tal como os 11 número do jornal 57 que foram publicados entre 1957 e 1962, são livremente consultáveis em linha no site da Hemeroteca Digital de Lisboa.